# لورانس جاكوبس
لورانس جاكوبس (بالإنجليزية: Lawrence Jacobs)‏ هو شخصية أعمال ومحامي أمريكي، ولد في 4 مايو 1955 في بنسيلفانيا في الولايات المتحدة.